# Georg Heinrich Wilhelm Blumenbach
Georg Heinrich Wilhelm Blumenbach (* 21. September 1780 in Göttingen; † 30. Mai 1855 in Hannover) war ein hannoverscher Jurist, Politiker und Geheimer Regierungsrat. Als Publizist zählte er im 19. Jahrhundert „zu den frühen wissenschaftlich orientierten Fachleuten für Geschichte und Archäologie“.

## Leben

### Familie
Georg Heinrich Wilhelm Blumenbach war der älteste von drei Söhnen des Göttinger Professors der Naturwissenschaften, Obermedizinalrats, Anatomen, Naturforschers und Goethe-Freundes Johann Friedrich Blumenbach (1752–1840) und der Louise Amalie Brandes (1752–1837), Tochter des kurhannoverschen Hofrates und Göttinger Dezernenten Georg Friedrich Brandes (1719–1791) und der Marie Friederike Werkmeister (1730–1804).
Blumenbach heiratete Helene Cleve (* 17. November 1797; † 5. Januar 1875), Tochter des Anton Friedrich Karl Cleve († 1803) und der Wilhelmine Friederike Ulrike Breymann (1764–1801). Dem Ehepaar wurden zwei Söhne und eine Tochter geboren, darunter der Hannoversche Offizier und Maler Robert Blumenbach (1822–1914).

### Werdegang
Blumenbach wurde 1780 im Kurfürstentum Hannover während der Personalunion zwischen Großbritannien und Hannover geboren, besuchte jedoch im Thüringischen Gotha das dortige Gymnasium. Ab 1798 studierte er Rechtswissenschaften an der Universität Göttingen.
Ab 1801 wirkte Blumenbach bei der Justizkanzlei in Hannover, wo er 1806 zum Wirklichen Hof- und Kanzleirat ernannt wurde. In der sogenannten Franzosenzeit wirkte er unter der westphälischen Herrschaft ab 1810 bis 1813 in Celle am Oberappellationsgericht als Substitut des General-Procureurs.
1813 nahm Blumenbach seine Tätigkeit bei der hannoverschen Justizkanzlei wieder auf und wurde um die Zeit des Beginns des Königreichs Hannover im Jahr 1814 Mitglied der hannoverschen Provinzial-Regierung.
Bei einer Reise durch die Lüneburger Heide im Mai 1820 kam Blumenbach auch nach Rieste bei Bienenbüttel, das seinerzeit im Gebiet des Amtes Medingen lag. Dort und in der näheren Umgebung von Rieste fand er 15 teilweise gut erhaltene Hünengräber der Megalithkultur: Die Großsteingräber bei Rieste wurden von ihm während eines 14-tägigen Aufenthaltes beschrieben und gezeichnet; die von ihm sogenannten „Hünenbetten“ wurden Teil seines Manuskriptes unter dem Titel Collectaneen. Die Gräber gingen später verloren, ähnlich wie Blumenbachs Manuskript im Zweiten Weltkrieg „auf ungeklärte Weise“ verloren ging. Über seine Funde berichtete Blumenbach Jahrzehnte später umfangreich im Jahr 1854 in seinem über den Historischen Verein für Niedersachsen veröffentlichten Aufsatz Resultate aus germanischen Gräbern.
In der ersten Hälfte des 19. Jahrhunderts publizierte Blumenbach beispielsweise im Neuen Hannöverischen Magazin und bereits ab dem Jahr der Erstausgabe 1819 im Vaterländischen Archiv, so über eine zukünftige Kleiderordnung, über das Privatleben des 1820 verstorbenen Königs Georg III., über die Großsteingräber Sieben Steinhäuser in der Amtsvogtei Fallingbostel oder zum Tode des Afrika-Forschers Friedrich Konrad Hornemann.
Gemeinsam mit dem Archivar Adolf Schaumann und dem seinerzeitigen Archivsekretär Karl Ludwig Grotefend war Blumenbach von 1850 bis 1855 (Jahrgänge 1850 bis 1852) Redaktions-Mitglied des ersten dreiköpfigen leitenden „Vereins-Ausschusses“ der Zeitschrift des Historischen Vereins für Niedersachsen, in der er bis zu seinem Tode 1855 zahlreiche Artikel zu historischen und archäologischen Themen veröffentlichte.

## Schriften (Auswahl)
- Beschreibung des alten Kaiserpalastes zu Goslar und der neuentdeckten kaiserlichen Hauskapelle. In: Archiv des Historischen Vereins für Niedersachsen, ISSN 0179-0641, Elektr. Repr.: ZDB-ID 2623079-3, Neue Folge Jahrgang 1846, In der Hahn’schen Hofbuchhandlung, Hannover 1846, Tab.[6] I. und II., S. 1–27 (Digitalisat mit vollständigen Tafelabbildungen: digital.slub-dresden).
- Eine Kleiderordnung, nicht aus dem 15ten, nicht aus dem 16ten Jahrhundert, sondern von 1818, in: Hannoversches Magazin, ZDB-ID 534871-7, Elektr. Repr.: ZDB-ID 2892926-3, 1818, 75tes Stück, Sonnabend, den 19ten September 1818, Sp. 1185–1194, digitale-sammlungen.gwlb.de.
- Characterzüge aus dem Privatleben des hochseligen Königs Georg III. In: Vaterländisches Archiv, ISSN 0179-6267, Elektr. Repr.: ZDB-ID 2617314-1, Bd. 2, Heft 1, S. 172–193, digital.slub-dresden.
- Ueber die altgermanischen Gräber, die sieben Steinhäuser genannt, in der Amtsvogtei Fallingbostel, mit zwey Kupfertafeln. In: Vaterländisches Archiv, Bd. 2, Heft 2, S. 195–208, digital.slub-dresden.
- Letzte Nachricht von dem Tode Hornemann’s des afrikanischen Reisenden. In: Vaterländisches Archiv, Bd. 4, Heft 2, S. 321–327, digital.slub-dresden
- Nachricht von den bei Abbruch des ehemaligen Franziskanerklosters zu Göttingen im J. 1820 entdeckten Merckwürdigkeiten. In: Neues Vaterländisches Archiv oder Beiträge zur allseitigen Kenntniß des Königreichs Hannover wie es war und ist. ISSN 0179-633X, Elektr. Repr.: ZDB-ID 2617332-3, 1. Bd. 1822, S. 320–338, digital.slub-dresden, Abb. der Kupfertafel.